# Роздольне (Комишловський район)
Роздо́льне (рос. Раздольное) — село у складі Комишловського району Свердловської області. Входить до складу Заріченського сільського поселення.
Населення — 312 осіб (2010, 327 у 2002).
Національний склад станом на 2002 рік: росіяни — 97 %.